# Principi d'autoritat
En biologia, el principi d'autoritat era la norma existent segons la qual el nom vàlid d'una espècie era el que li atribuïa el màxim especialista en un determinat grup taxonòmic. Per descomptat podia existir més d'un zoòleg que es considerés a si mateix com a màxim especialista per la qual cosa, en molts casos, no podia existir un acord sobre quin era el nom més adequat d'una determinada espècie.
Aquest situació va provocar una gran confusió en les denominacions científiques de la literatura zoològica durant el segle xix que va desencadenar l'aparició d'un Codi Internacional de Nomenclatura Zoològica, una eina que ha estat acceptada internacionalment i que té com a finalitat l'estabilitat dels noms científics i la determinació del nom que s'ha d'usar per denominar una espècie concreta d'animal. Aquest codi es va revisant i es va actualitzar l'any 1999.
Per tant, des de fa temps és un principi que ja no és vàlid en la taxonomia zoològica, i ha quedat obsolet. El principi al que sí que dona suport el Codi Internacional de Nomenclatura Zoològica és el "principi de prioritat", pel qual el nom vàlid d'un tàxon és el nom més antic.